# Ctenomys bonettoi
Ctenomys bonettoi är en däggdjursart som beskrevs av Julio R. Contreras och Berry 1982. Ctenomys bonettoi ingår i släktet kamråttor och familjen buskråttor. IUCN kategoriserar arten globalt som starkt hotad. Inga underarter finns listade i Catalogue of Life.
Denna gnagare är bara känd från en mindre region i norra Argentina. Det är inget känt om artens levnadssätt. Den lever bland annat i Chaco nationalpark.